# Al-Nowaïri
Al-Nowaïri ou Ennouairi ou Nuwayrī (en arabe Chehab ed-Din Ahmed ben Abd al-Wahab al-Nowayri), né en 1279, mort en 1333, est un historien et jurisconsulte arabe au service des sultans Mamelouk d’Égypte.

## Biographie
Né à An Nuwayrah en Égypte, il a laissé une encyclopédie intitulée Nihayat al-arab fi funûn al-adab (c'est-à-dire « Tout ce qu'on peut désirer savoir sur les belles-lettres »), en 30 volumes, totalisant 9 000 pages et couvrant tous les aspects de l'histoire humaine, ainsi que la faune, la flore, les lois, la géographie, l'art de gouverner, la poésie, des recettes de toute sorte, des histoires drôles et la révélation de l'Islam,.  
Al-Nuwayrī est aussi l'auteur de Chronique de Syrie et Histoire des Almohades d'Espagne et d'Afrique  et de la conquête de la ville de Maroc.

## Œuvres
- Histoire du Maghreb, traduit par de Slane, 1841 et 1842 (1e partie, 2e partie).
- Histoire de la Sicile, traduit par Caussin de Perceval, 1802 (en ligne).
- (ar) Kitab nihayat al-arab fi founoun al-adab, 1336-1337 (premier volume de l'encyclopédie de Nowaïri) ; texte en arabe en ligne sur Gallica

### Source
- Marie-Nicolas Bouillet  et Alexis Chassang (dir.), « Nowaïri » dans Dictionnaire universel d’histoire et de géographie, 1878 (lire sur Wikisource)